# L'Invité de Noël
Pour plus de détails, voir Fiche technique et Distribution.
L'Invité de Noël (The Most Wonderful Time of the Year) est un téléfilm de Noël américain réalisé par Michael Scott et diffusé le 13 décembre 2008 sur Hallmark Channel.

## Synopsis
Pour Jennifer qui vit seule avec son fils Brian, préparer Noël n'est pas une sinécure. Son oncle Ralph, veuf de son état et ancien policier à la retraite, vient passer les fêtes avec sa nièce Jennifer et Brian. Dans l’avion qui le mène de New York à Chicago, l'oncle Ralph rencontre Morgan, un jeune homme sympathique rentrant d’un long tour du monde. En raison d'une tempête de neige qui bloque la correspondance de Morgan, l'oncle Ralph l'invite à passer la nuit chez sa nièce. L'arrivée de l'atypique Morgan va bousculer la vie bien réglée de Jennifer…

## Fiche technique
- Réalisation : Michael Scott
- Scénario : Bruce Graham
- Durée : 88 min
- Pays :  États-Unis

## Distribution
- Brooke Burns (VF : Dominique Westberg) : Jennifer Cullen
- Henry Winkler (VF : Michel Mella) : Oncle Ralph
- Warren Christie : Morgan Derby
- Connor Levins : Brian Cullen
- Woody Jeffreys (VF : Lionel Tua) : Richard Windom
- Serge Houde : Stephen Windom
- Rebecca Toolan (en) : Winnie Windom
- Michael Roberds (en) : Chet Wojorski
- Rukiya Bernard : Denise
- Jennifer Clement : Rita
- Vanesa Tomasino : Wanda
- Lauro Chartrand : Voleur
- Kathryn Kirkpatrick : Superviseure
- Sonya Anand : Employée
- Sian Sladen : Employée de la compagnie aérienne
- Lynn Colliar (en) : Présentatrice météo
- Teach Grant : Lanny
- Joe Costa : Benny le barman